# Herrania dugandii
Herrania dugandii là một loài thực vật có hoa trong họ Cẩm quỳ. Loài này được García-Barr. mô tả khoa học đầu tiên năm 1941.